# Rio Chilbucuţ
O Rio Chilbucuţ é um rio da Romênia, afluente do Lechinţa, localizado no distrito de Bistriţa-Năsăud.